# داني كانسيلا
داني كانسيلا (23 سبتمبر 1981 بلا كورونيا في إسبانيا - ) هو لاعب كرة قدم صيني وإسباني في مركز الدفاع. شارك مع منتخب هونغ كونغ لكرة القدم. أما مع النوادي، فقد لعب مع ديبورتيفو فابريل ونادي فوينلابرادا ونادي كيتشي ونادي لوغو.

## وصلات خارجية
- داني كانسيلا على موقع قاعدة بيانات كرة القدم.إي يو (الإنجليزية)
- داني كانسيلا على موقع ناشيونال فوتبول تيمز (الإنجليزية)
- داني كانسيلا على موقع Soccerway.com (الإنجليزية)